# Cultura de Nauru
La cultura de Nauru conserva algunas de las tradiciones de las tribus originarias de la isla, pero es patente la introducción de influencias occidentales, que han desplazado en gran medida a las primeras.
Los nauruanos descienden de los polinesios y micronesios, quienes creían en la diosa Eijebong y el espíritu de la tierra llamado Buitani. Dos de las doce tribus originales se extinguieron en el siglo XX: en la actualidad, el 26 de octubre se celebra el día de Angam, que celebra la recuperación de la población de Nauru después de las guerras mundiales, que redujeron a la población indígena a menos de 1500 habitantes. Algunas tradiciones, en relación por ejemplo con la música, el arte y la pesca, se mantienen vigentes entre los habitantes, pero el desplazamiento de su cultura por tradiciones foráneas es palpable.
No hay noticias diarias, sino que hay publicaciones quinceanles y boletines. Hay una estación de televisión, Nauru Television (NTV), que televisa programas desde Nueva Zelanda, y una estación estatal de radio no comercial, Radio Nauru, que emite programas de Radio Australia y la BBC. Ambas son de titularidad estatal.
El deporte más popular es el fútbol australiano. Hay una liga nacional con siete equipos y todos los partidos se juegan en el único estadio de la isla, el Linkbelt Oval. Otros deportes populares son el softbol, el cricket, el golf, la vela, el tenis y el fútbol.
- Datos: Q1771223
- Multimedia: Culture of Nauru / Q1771223